# Карагужино
Карагу́жино (баш. Ҡарағужа) — деревня в Учалинском районе Башкортостана России, относится к Миндякскому сельсовету.

## История
До революции входило в состав Телевской волости. 
В 1795 г. в Карагужино учтено 212 человек. X ревизия показала в 101 доме 292 мужчины и 289 женщин, перепись 1920 г. — 147 дворов и 706 человек.
Жители кочевали недалеко от деревни в 2—3 верстах с мая по 15 августа на склоне Урала, на горе Кунакгуй и по р. Мабари. К 1842 г. они имели 225 лошадей, 150 коров, 34 овцы, 13 коз. Из 59 домов (428 человек) выходило на яйляу 40 кибиток. Это означало, что 19 дворов было без- или однолошадными. На всех сеяли 144 пуда озимого и 2224 пуда ярового хлеба. 
До 19 ноября 2008 года входил в состав Казаккуловского сельсовета (Закон Республики Башкортостан от 19 ноября 2008 г. N 49-з «Об изменениях в административно-территориальном устройстве Республики Башкортостан в связи с объединением отдельных сельсоветов и передачей населённых пунктов»).

## Население
| 2002 | 2009 | 2010 |
| ---- | ---- | ---- |
| 86   | ↘82  | ↘79  |

Национальный состав
Согласно переписи 2002 года, преобладающая национальность — башкиры (93 %).

## Географическое положение
Расстояние до:
- районного центра (Учалы): 75 км,
- ближайшей железнодорожной станции (Урал-Тау): 21 км.